# Hotepsekhemouy
Hotepsekhemouy est le nom d'Horus du premier roi de la IIe dynastie pendant la période thinite. Il succède au roi Qâ, peut-être après une période troubles, et précède Nebrê. Le Canon royal de Turin lui attribue 95 ans de règne tandis que Manéthon lui attribue trente-huit ans de règne. Les égyptologues considèrent ces deux déclarations comme des interprétations erronées ou des exagérations et attribuent à Hotepsekhemouy un règne de vingt-cinq ou vingt-neuf ans.

## Attestations

### Attestations contemporaines
Hotepsekhemouy est attesté par plusieurs documents contemporains :
- cinq empreintes de sceaux dans la tombe A de Saqqarah au sud de l'enceinte du complexe funéraire de Djéser, les inscriptions incluent le serekh Hotepsekhemouy et certains d'entre eux l'inscription Nesout-bity Hotep-Nebty[2],[3],
- une empreinte de sceau dans la tombe Q de Qâ dans la nécropole d'Oumm el-Qa'ab à Abydos[2],
- un fragment de vaisselle en travertin découvert dans la tombe 3112 à Badari sur lequel est inscrit le serekh Hotepsekhemouy[2],[4],
- un vase cylindrique en os qui est dit comme ayant été découvert dans la nécropole d'Helwan et sur lequel est inscrit le serekh Hotepsekhemouy[2],
- deux bols découverts dans le complexe funéraire de Mykérinos et sur lesquels est inscrit le serekh Hotepsekhemouy et dont l'un inclut également le serekh de son successeur Nebrê[5],
- cinq fragments de vaisselle découverts dans la nécropole d'Oumm el-Qa'ab à Abydos, quatre dans la tombe P de Péribsen et le cinquième dans la tombe V de Khâsekhemouy, sur lesquels est inscrit le serekh Hotepsekhemouy[6],
- près de vingt-quatre éléments de vaisselle, certains fragmentaires, découverts dans les galeries-magains sous la pyramide de Djéser ; il s'agit des documents nos 47 à 62 inscrits avec le serekh Hotepsekhemouy (ainsi que le serekh de Nebrê sur le no 58), les nos 79 à 85 sur lesquels est inscrit Nesout-bity Nebty Hotep, et le no 74 sur lequel sont inscrits l'indication maison du ka de l'Horus Hotepsekhemouy et le serekh de Nynetjer, nom de Nynetjer qui est en surcharge sur un autre nom soigneusement effacé et qui pourrait être celui d'Hotepsekhemouy[6],[7],[8],
- près de six autres éléments de vaisselle sans provenance connue, dont un fragment de coupe de granit noir, sont inscrits au nom du roi[2],
- la statuette du prêtre Hotepdief sur laquelle se trouvent côte à côte les serekh d'Hotepsekhemouy, Nebrê et Nynetjer[2].

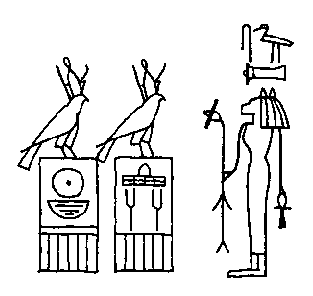
Fac-similé de l'inscription de la coupe en diorite sombre (no 58 de Lacau et Lauer), découvert dans l'une des galeries sous la pyramide de Djéser à Saqqarah et comportant les serekhs d'Hotepsekhemouy et de Nebrê - Musée égyptien du Caire (JE 65l13)[9],[10].
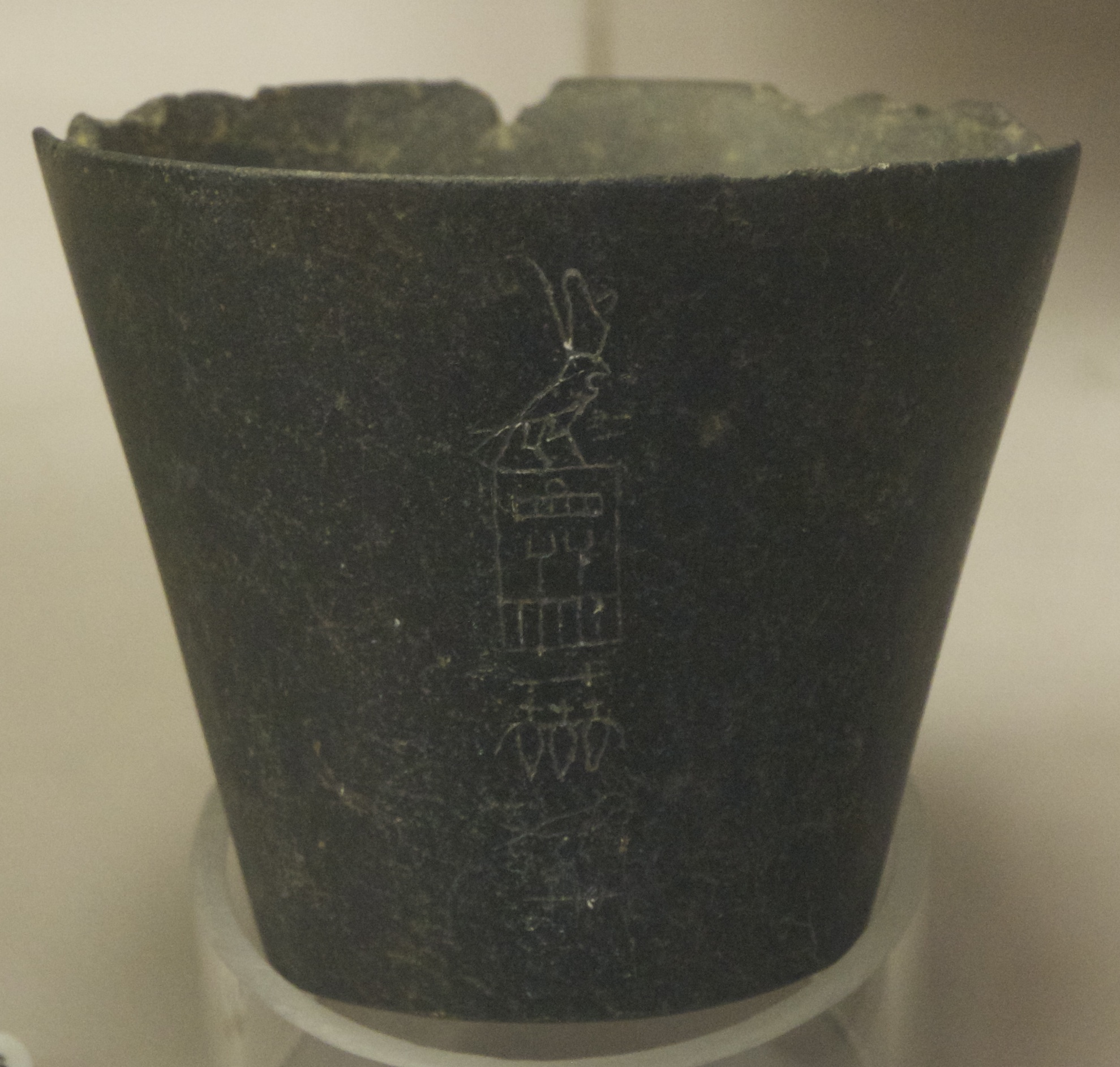
Vase en pierre sans provenance connue
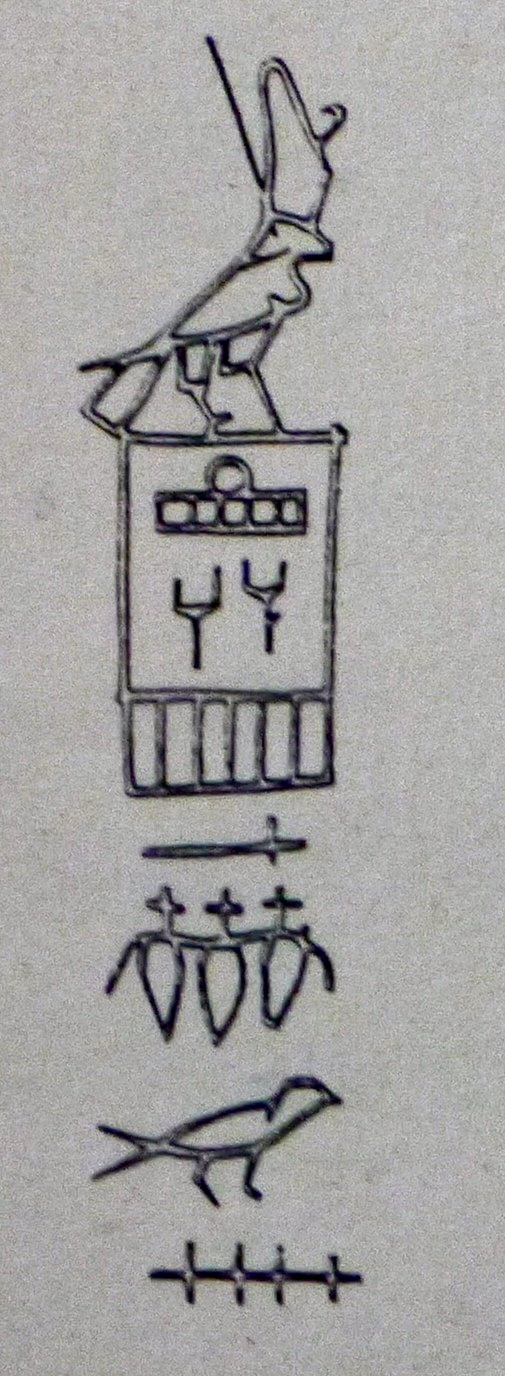
Inscription sur le vase sans provenance connue - Musée National des Antiquites, Saint-Germain-en-Laye.
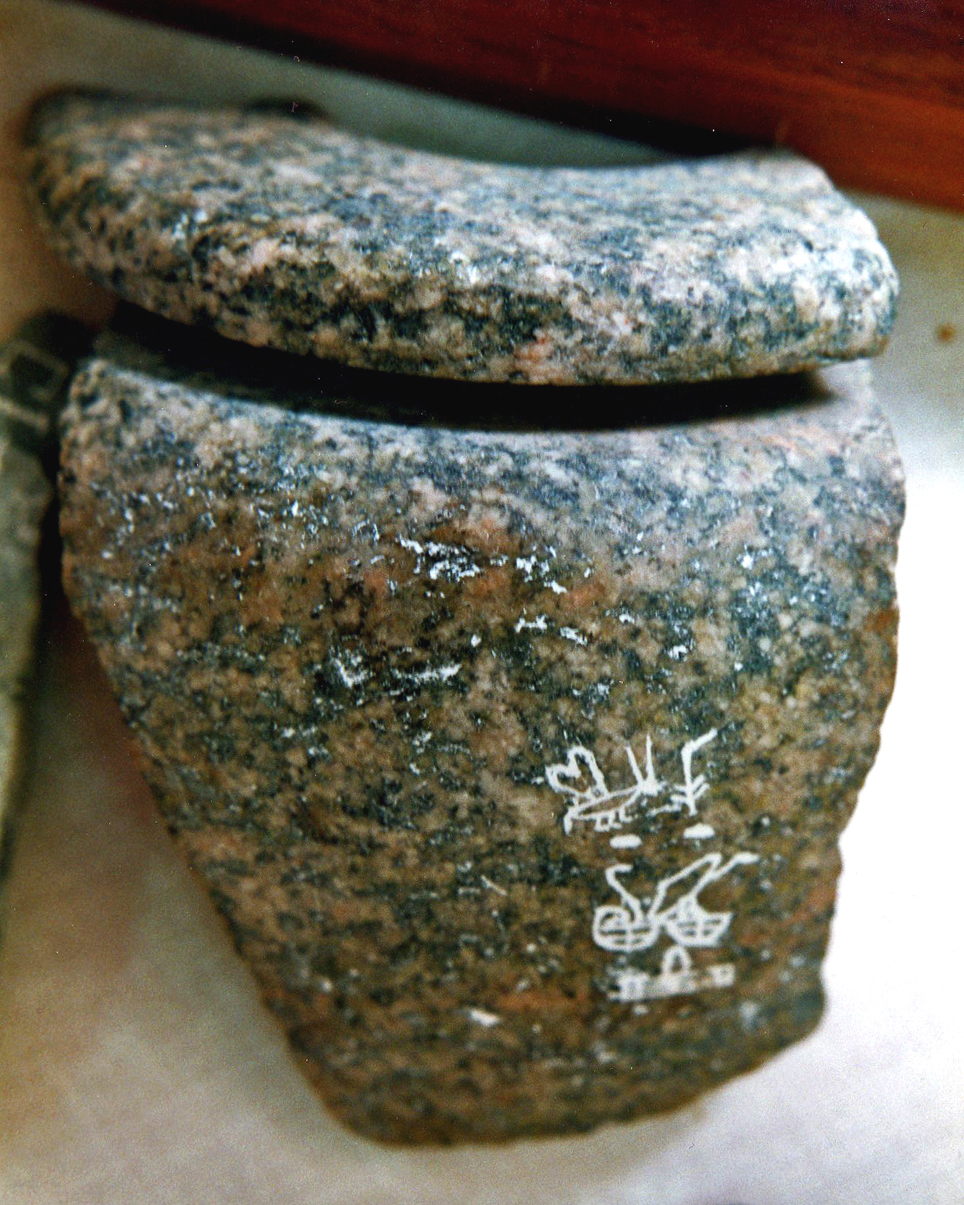
Fragment de vase (no 79 de Lacau et Lauer) en granit portant l'inscription Nesout-bity Hotep-Nebty découvert dans les galeries sous la pyramide de Djéser - Musée égyptien du Caire (JE 55262)[11],[12].
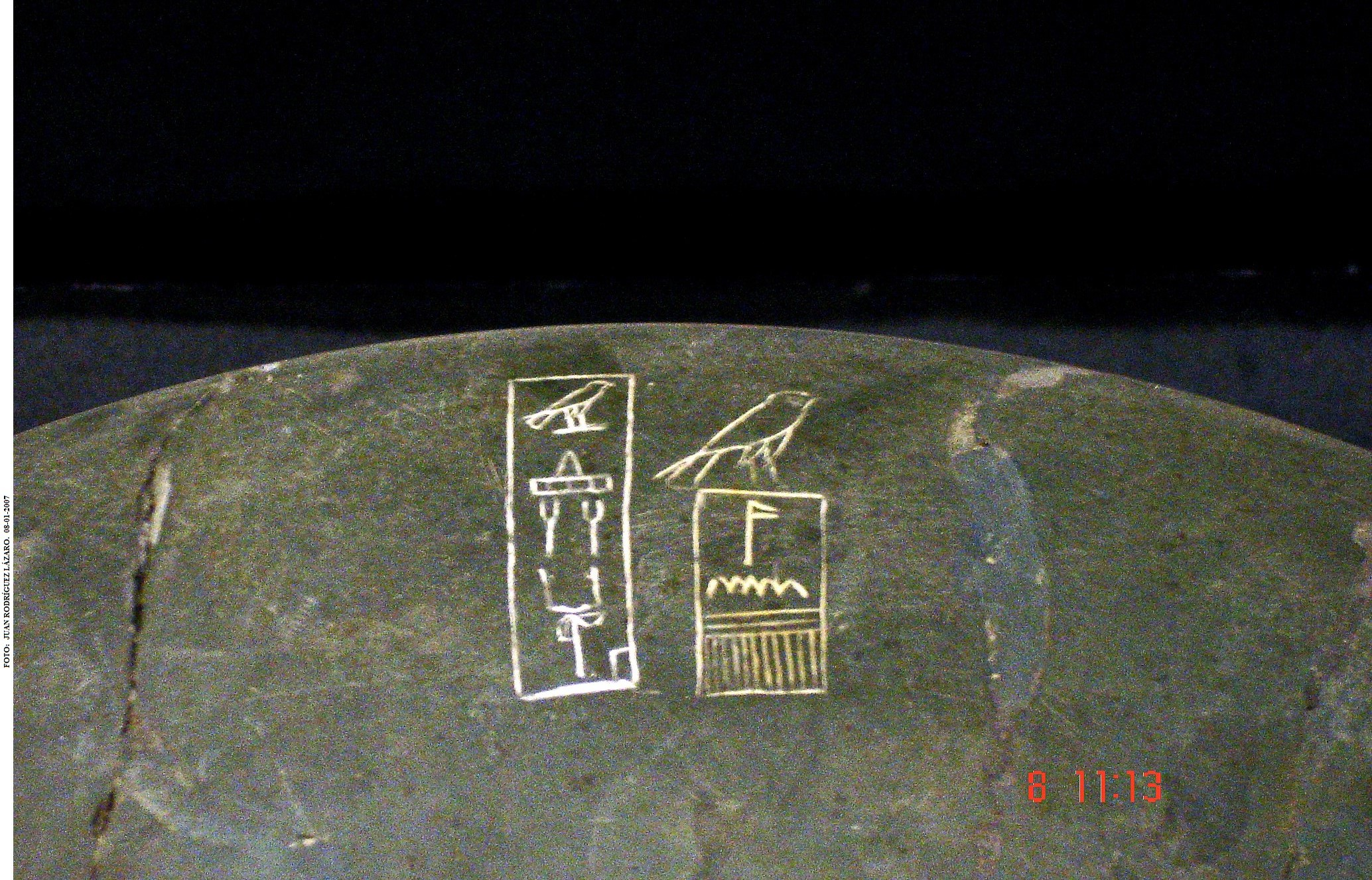
Bol en schiste vert foncé (no 74 de Lacau et Lauer) usurpé par Nynetjer (qui a surchargé son nom dans le serekh sur celui d'un autre roi) et où le nom d'Hotepsekhemouy apparait encore à gauche[13],[14].
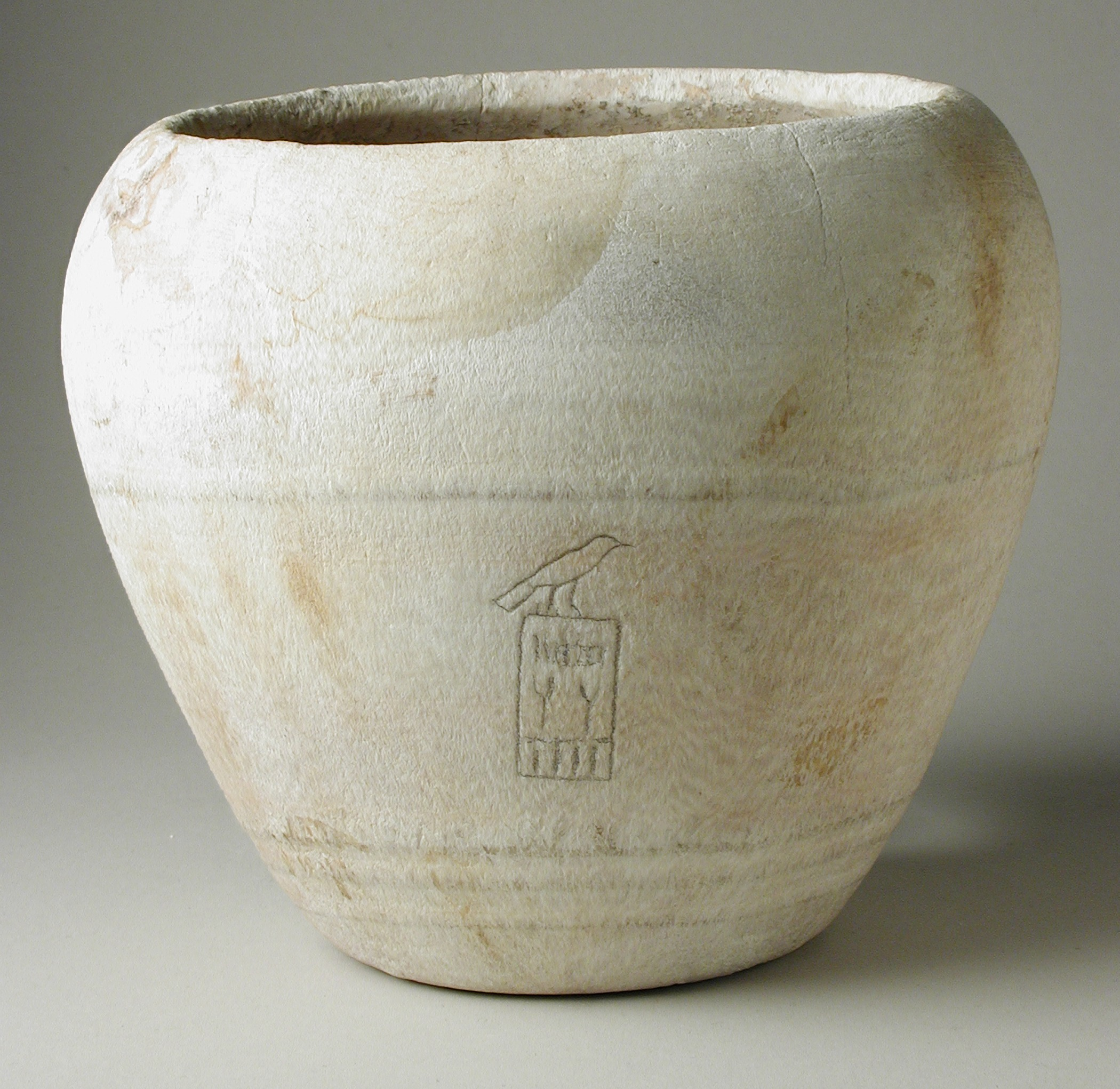
Vase en pierre sur lequel est inscrit le serekh Hotepsekhemouy
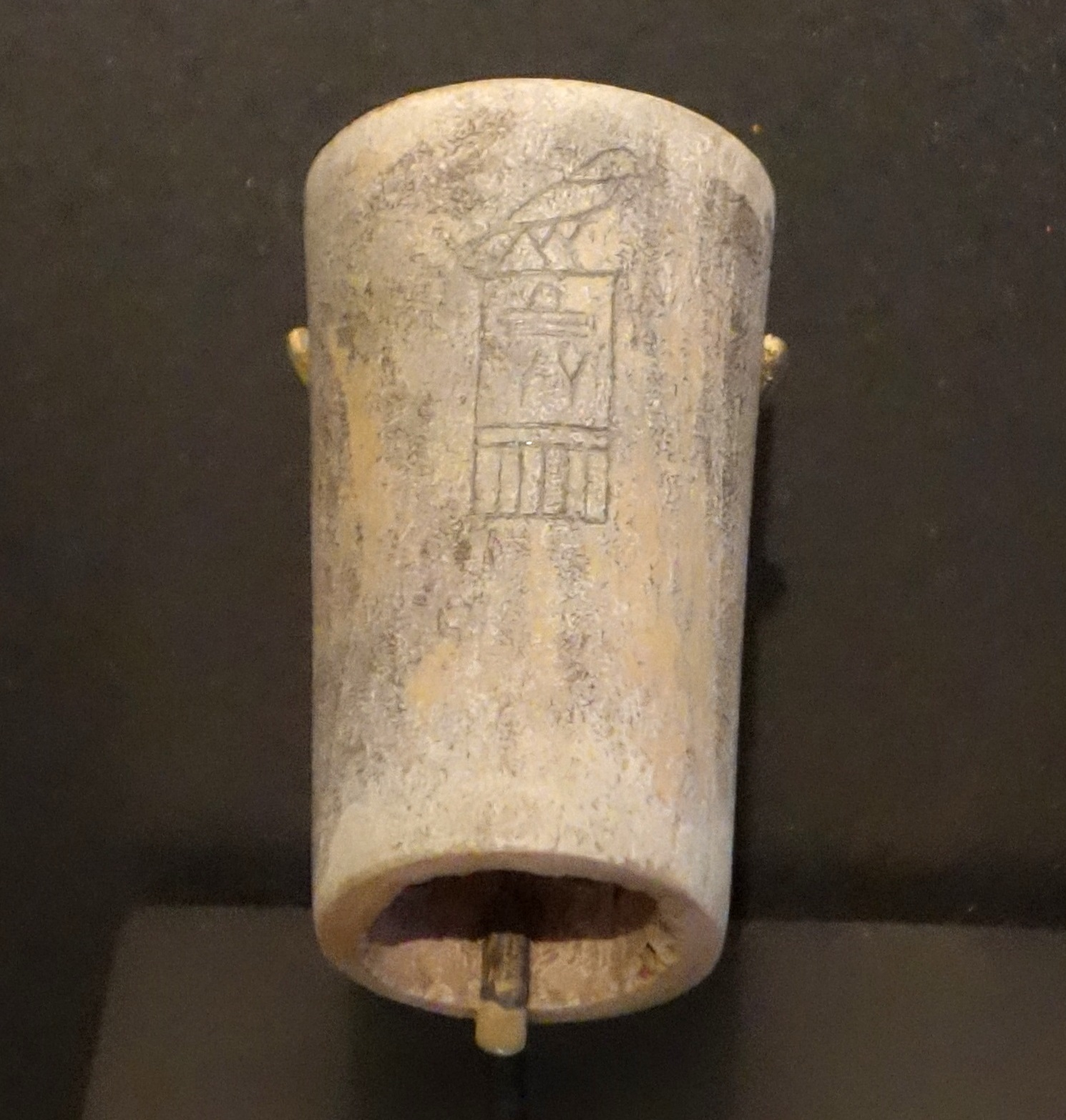
Vase cylindrique en os dit comme provenant de la nécropole d'Helwan et sur lequel est inscrit le serekh Hotepsekhemouy - Brooklyn Museum, New-York.
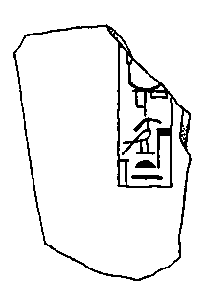
Dessin de l'un des vases (no 11) et de son inscription découvert dans la tombe P de Péribsen dans la nécropole d'Oumm el-Qa'ab à Abydos.
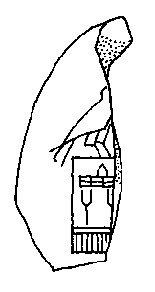
Dessin de l'un des vases (no 8) et de son inscription découvert dans la tombe P de Péribsen dans la nécropole d'Oumm el-Qa'ab à Abydos.
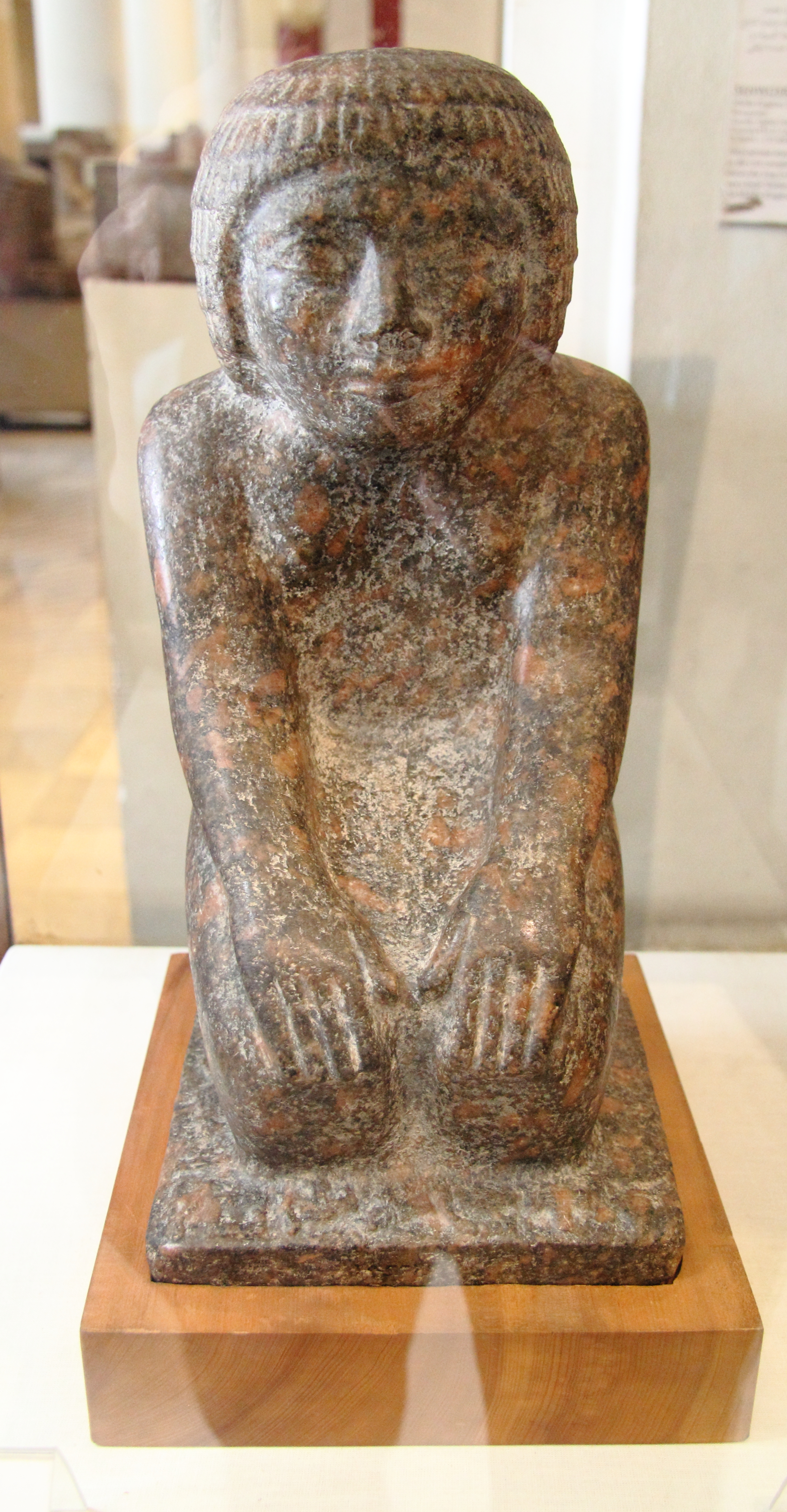
Face avant de la statuette du prêtre Hotepdief - Musée égyptien du Caire (JE 34557).
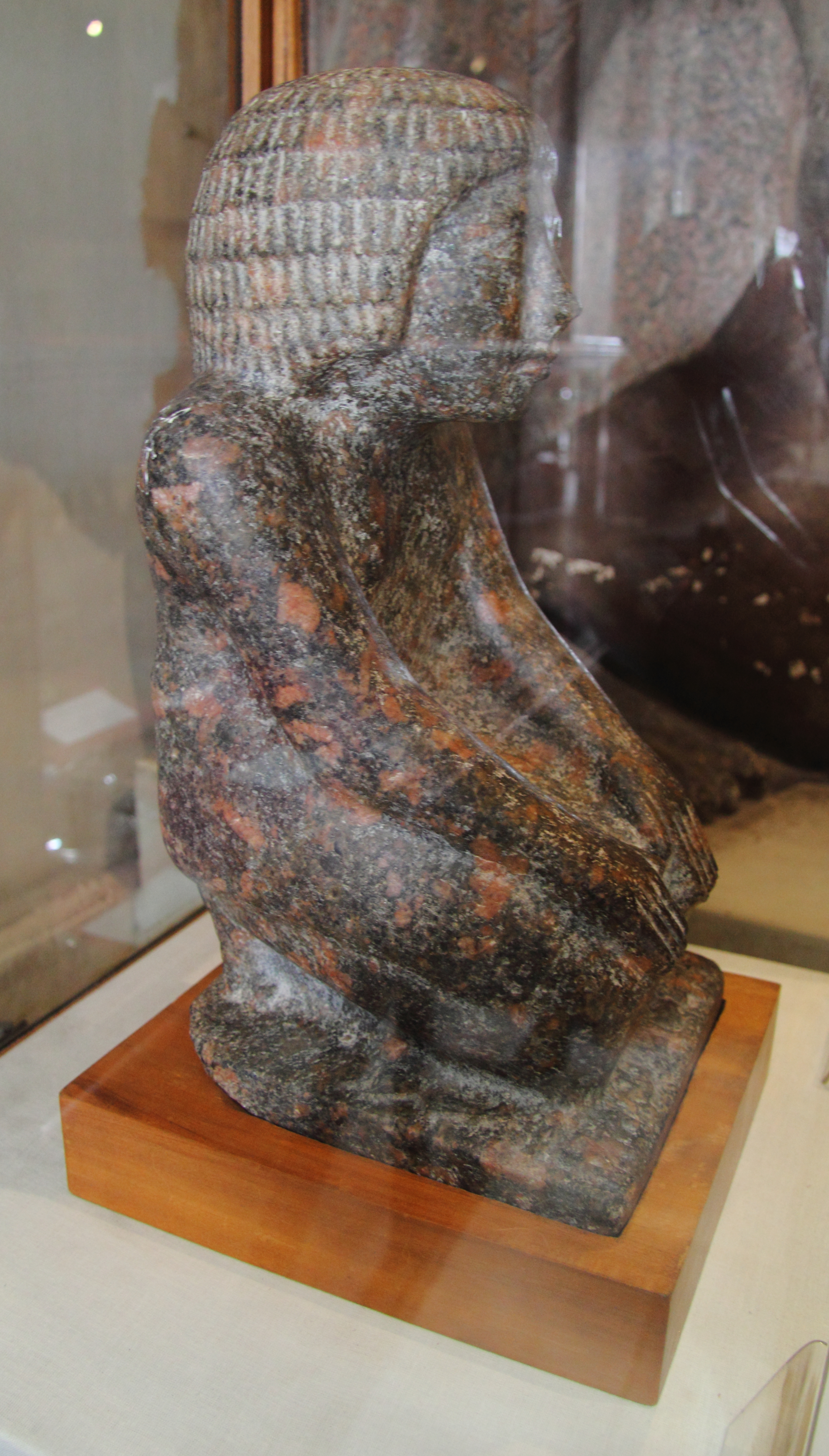
Côté droit de la statuette du prêtre Hotepdief.
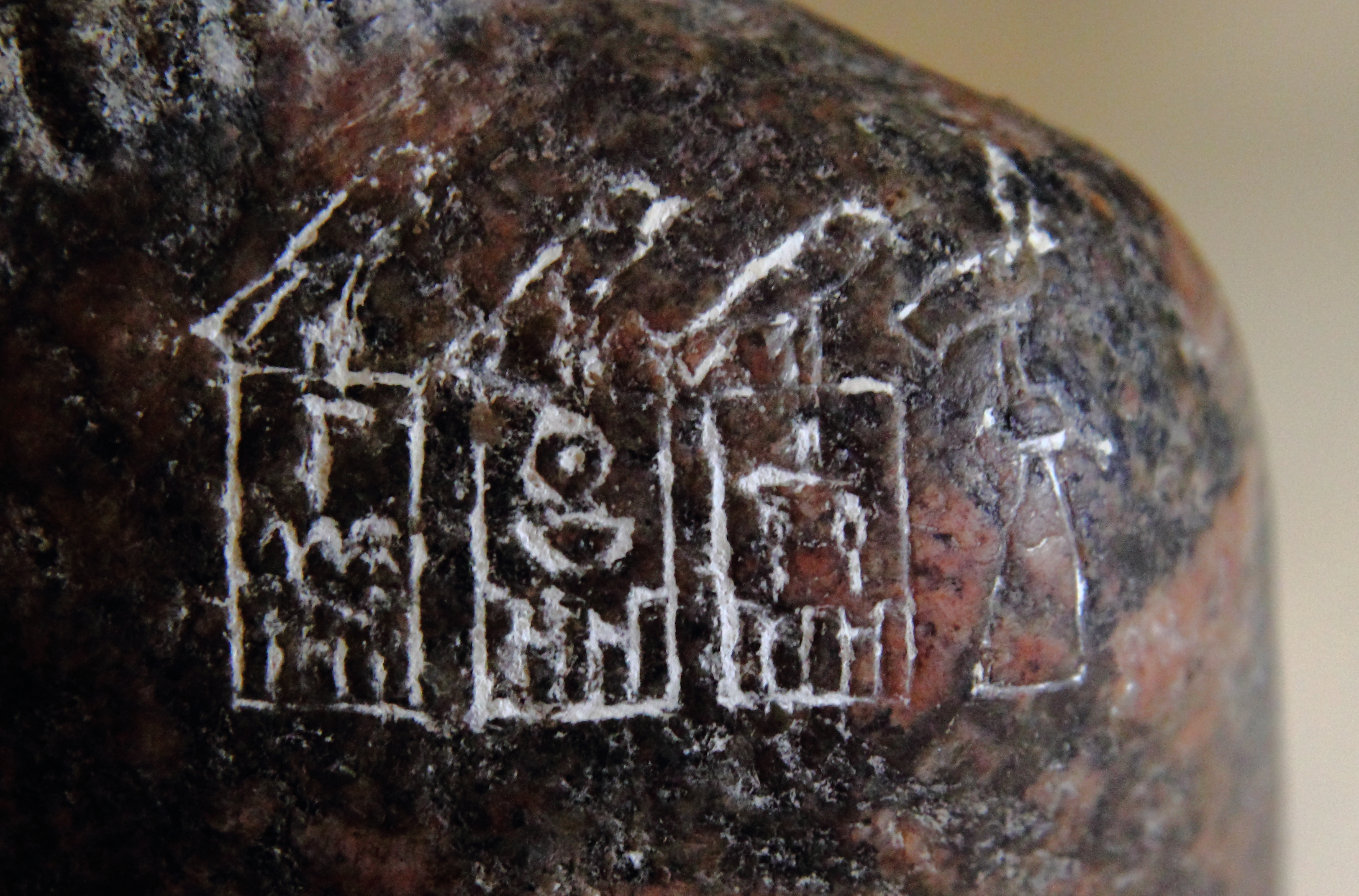
Gros plan sur l'arrière de l'épaule de la statuette du prêtre Hotepdief avec, de droite à gauche, les serekhs d'Hotepsekhemouy, Nebrê et Nynetjer.

### Attestations ultérieures
Concernant l'Ancien Empire, une seule source concerne Hotepsekhemouy : dans la tombe G1011 de Mesdjérou à Gizeh datée de la Ve dynastie, une liste de six rois est inscrite quatre fois et présente dans l'ordre Bedjataou (identifié dans les listes royales ramessides à Hotepsekhemouy, Téti (identifié au roi de la IIIe dynastie ayant pour nom de Nebty Djeseret-Ânkh), Djédefrê, Khâfrê, Sahourê et Néferirkarê.
Le premier roi de la IIe dynastie est présent sur les listes royales ramessides sous un nom différent, le nom écrit étant corrompu par le temps :
- la liste royale d'Abydos, datée du règne de Séthi Ier (XIXe dynastie), dans laquelle le nom de Bedjaou est inscrit à la neuvième position[16],
- le canon royal de Turin, daté de la XIXe dynastie, dans lequel le nom de Baounetjerou est inscrit à la vingtième position de la troisième colonne ; le papyrus lui compte une vie de quatre-vingt-quinze ans[16],
- la table de Saqqarah, datée du règne de Ramsès II (XIXe dynastie), dans laquelle le nom de Baounetjer est inscrit à la troisième position[16].

Bedjataou signifie le fondeur et est considéré comme une mauvaise interprétation du nom Hotepsekhemouy, puisque les signes hiéroglyphiques utilisés pour écrire Hotep dans sa forme complète sont très similaires aux signes d'un four à poterie et d'un poussin dans les écrits hiératiques. Les signes des deux sceptres-sekhem ont été mal interprétés comme une jambe et un foret. Un phénomène similaire aurait pu se produire dans le cas du roi Khâsekhemouy, où les deux sceptres-sekhem du nom d'Horus ont été mal interprétés comme deux symboles de jambes. La liste d'Abydos imite cette forme de Bedjaou du nom de l'Ancien Empire. Le nom Baounetjer, présent dans la table de Saqqarah et sur le Canon royal de Turin, est problématique, car les égyptologues ne trouvent aucune source de noms de l'époque d'Hotepsekhemouy qui aurait pu être utilisée pour le former,,.
Concernant les listes manéthoniennes, le troisième roi de la dynastie selon Africanus est nommé Boêthos et aurait régné trente-huit ans.

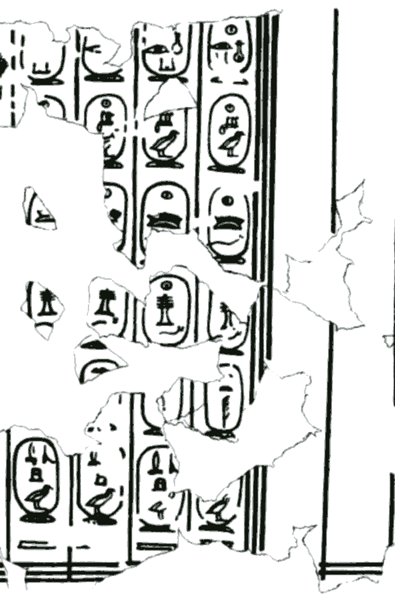
Quatre colonnes montrant la liste des six noms royaux, dont Bedjataou à la première position en partant du bas - tombe G1011 de Mesdjérou à Gizeh.
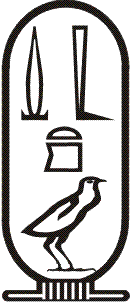
Cartouche de Bedjataou inscrit dans la tombe G1011 de Mesdjérou.
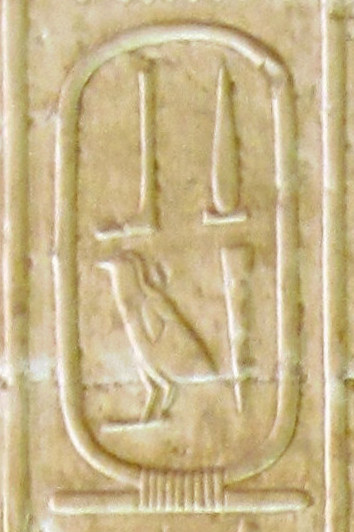
Cartouche de Bedjaou dans la liste d'Abydos.
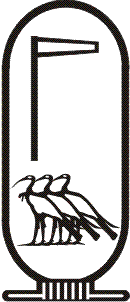
Cartouche de Baounetjer dans la table de Saqqarah.

## Signification du nom d'Horus
Le nom d'Horus d'Hotepsekhemouy est le sujet d'un intérêt particulier pour les égyptologues et les historiens, car il peut faire allusion à la politique turbulente de l'époque. Le mot égyptien Hotep signifie paisible et être heureux, mais il peut aussi signifier conciliation ou se réconcilier. Le nom complet de Hotepsekhemouy peut donc être lu comme les deux pouvoirs sont réconciliés, ce qui suggère une signification politique significative. En ce sens, les deux puissances pourraient être une référence à la Haute et à la Basse-Égypte ainsi qu'aux divinités majeures Horus et Seth,,.
Depuis le règne d'Hotepsekhemouy, il est devenu une tradition d'écrire le nom d'Horus et le nom de Nebty de la même manière. On pense qu'une sorte d'arrière-plan philosophique a influencé ce choix, puisque le nom d'Horus révèle une signification symbolique clairement définie dans sa traduction. Les noms Horus et Nebty étant les mêmes, cela pourrait aussi indiquer que le nom Horus a été adopté après avoir gravi le trône.

## Famille
Le nom de la femme d'Hotepsekhemouy est inconnu. Des empreintes de sceaux d'un fils du roi et prêtre de Sopdou nommé Perneb ont été trouvées dans la tombe A de Saqqarah. Si cette tombe est considérée par la plupart des chercheurs comme étant celle d'Hotepsekhemouy (bien que certains chercheurs en font celle de Nebrê), Perneb serait alors le fils d'Hotepsekhemouy selon cette hypothèse,,.

## Règne
On sait peu de choses sur le règne de Hotepsekhemouy. Des sources contemporaines montrent qu'il a peut-être accédé au trône après une période de conflit politique, y compris des dirigeants éphémères comme Horus Oiseau et Sneferka (ce dernier est également considéré par certains comme un nom alternatif utilisé par le roi Qâ pendant une courte période). Pour preuve, les égyptologues Wolfgang Helck, Dietrich Wildung et George Reisner désignent la tombe du roi Qâ, qui fut pillée à la fin de la Ire dynastie et restaurée sous le règne d'Hotepsekhemouy. Le pillage du cimetière et le sens exceptionnellement conciliant du nom Hotepsekhemouy peuvent être des indices d'une lutte dynastique. De plus, Helck suppose que les rois Horus Oiseau et Sneferka ont été omis des listes de rois ultérieures parce que leurs luttes pour le trône égyptien ont été des facteurs dans la chute de la Ire dynastie,,.
Les empreintes de sceaux témoignent d'une nouvelle résidence royale appelée Horus l'étoile brillante qui a été construite par Hotepsekhemouy. Il construisit également un temple près de Bouto pour la divinité peu connue Netjer-Achty et fonda la Chapelle de la Couronne blanche. La couronne blanche est un symbole de la Haute-Égypte. On pense qu'il s'agit là d'un autre indice de l'origine de la dynastie d'Hotepsekhemouy, indiquant une source probable de pouvoir politique,. Des égyptologues comme Nabil Swelim soulignent qu'il n'y a pas d'inscription du règne d'Hotepsekhemouy mentionnant une fête-Sed, indiquant que le souverain n'a pas régné plus de trente ans (la fête-Sed était célébrée comme l'anniversaire marquant un règne de trente ans).
L'ancien historien égyptien Manéthon a appelé Hotepsekhemouy Boêthos et a rapporté que pendant le règne de ce souverain, un gouffre s'est ouvert près de Bubastis et beaucoup ont péri. Bien que Manéthon ait écrit au IIIe siècle avant notre ère - plus de deux millénaires après le règne actuel du roi - certains égyptologues pensent qu'il est possible que cette anecdote ait été fondée sur des faits, puisque la région près de Bubastis est connue pour être sismiquement active.

## Sépulture

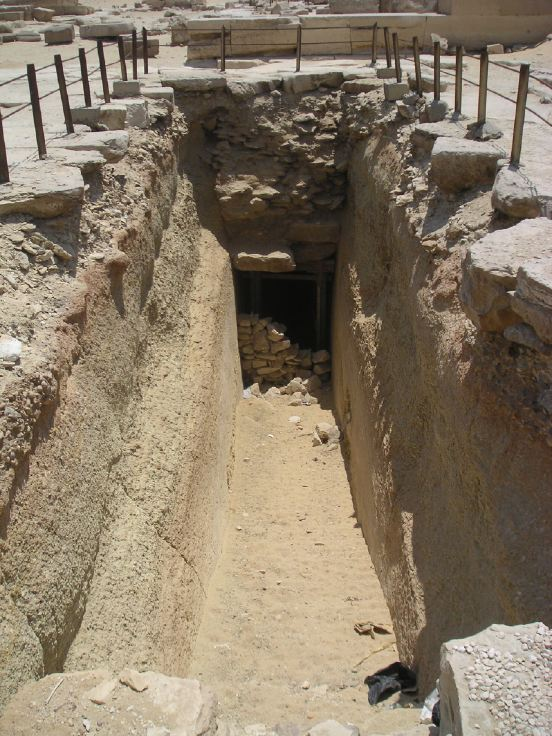
Entrée de la tombe près de la chaussée de la pyramide du roi Ounas.

L'emplacement de la tombe de Hotepsekhemouy n'est pas certain. Un certain nombre d'empreintes de sceaux du roi Hotepsekhemouy et de Nebrê ont été trouvées dans les galeries souterraines de la Tombe A sous la chaussée de la pyramide du roi Ounas à Saqqarah. Ainsi, des égyptologues tels que Wolfgang Helck et Peter Munro pensent que la tombe pourrait être celle de Nebrê et non celle d'Hotepsekhemouy,. Mais la plupart des chercheurs (Flinders Petrie, Alexandre Barsanti, Toby Wilkinson et Aidan Dodson par exemple) pensent qu'il s'agit de la tombe d'Hotepsekhemouy, les sceaux de Nebrê étant ceux du roi ayant enterré son prédécesseur, comme cela a été souvent observé,,,.